# ハフターラー
ハフターラー、ハフタラ（הַפְטָרָה hapht‘ārāh,  haftarah）とは「しめくくり」といった意味で、安息日のシナゴーグ礼拝、祭日のシナゴーグ礼拝において、トーラーの朗読の後に朗読する預言者の書（ネビーイーム）の部分。
その日のパーラーシャーと関係する箇所が預言者の書から選ばれる。

## 起源
アンティオコス・エピファネスの時代にトーラー朗読が禁じられたとき、代わりに預言者の書を読むようになったのではないかという説がある。

## マフティール
マフティール（מַפְטִיר mapht‘īr, maftir）とは、「しめくくり役」「ハフターラーの読み手（cf.MAśkīl - HAśkālāh）」のこと。
安息日のシナゴーグ礼拝、祭日の朝のシナゴーグ礼拝において、トーラー朗読の最後にビーマーに上がり、パーラーシャーの最後の数節を唱え（トーラーの祝福）、また多くの場合続いてハフターラー朗読を行う。

## 文献案内
- Katz, Shlomo [David] (2000). The Haftarah: Laws, Customs, & History. Silver Spring, Maryland: Hamaayan/The Torah Spring.
- Hertz, J. H. (1917). "The Pentetuch and Haftorahs". Jewish Publication Society of America.